# Mesons (Castellàs)
Mesons era una caseria i antiga quadra del terme municipal de les Valls d'Aguilar, a la comarca de l'Alt Urgell. Pertanyia, però, a l'antic municipi de Castellàs, de la comarca del Pallars Sobirà, depenent del poble de Junyent.
Està situada a migdia de Junyent, a l'esquerra de la Llau de Mesons. És al vessant oriental del Serrat de l'Encadenador, serrat que fa de límit de ponent del terme de Castellàs, i de les Valls d'Aguilar, amb el de Soriguera. En subsisteixen dues cases, en bon estat totes dues. Té al voltant, sobretot al sud, els importants boscos del Comunal de Mesons i de Junyent. Hi mena en uns 800 metres des de Junyent el Camí de Mesons, que després de la caseria s'enfila cap als contraforts septentrionals de la Serra de Taús, on hi ha el bosc del Comunal de Mesons.

## Història
Joan Coromines situa l'origen de Mesons' en l'evolució romànica del llatí mansiones (cases). En el fogatge del 1553, Mesons declara un sol foc laic.